# Amputation

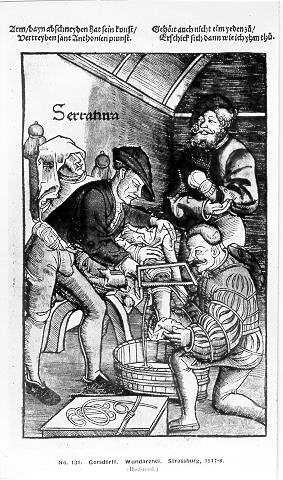
Scène d'amputation d'un membre inférieur au XVIe siècle.

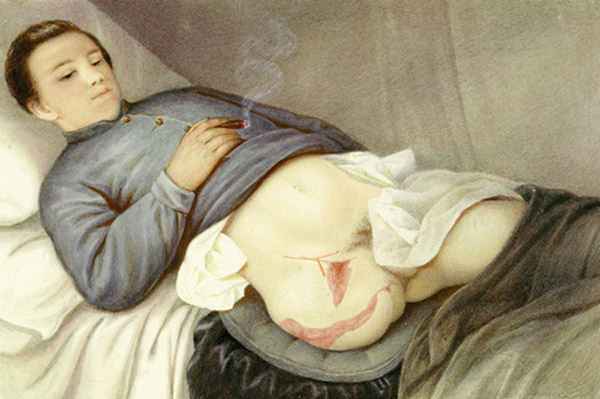
Peinture de Peter Baumgras ; soldat blessé à Deep Bottom en Virginie le 16 août 1864 (par une balle de mousquet dans la jambe droite), ayant survécu à l'amputation de sa jambe droite (faite au niveau de la hanche)

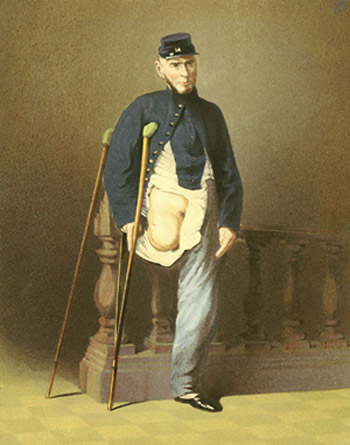
Portrait de Lewis Francis (milice de New-York), amputé après avoir été blessé le 21 juillet 1861, à la première bataille de Bull Run, poignardé d'au moins 14 coups de baïonnette dans la région du genou (lithographie tirée d'une peinture originale faite par Hermann Faber).

L'amputation est l'ablation d'une extrémité du corps à la suite d'un traumatisme (mutilation) ou d'un acte chirurgical. Dans le cadre de la chirurgie, elle sert à limiter l'expansion incurable d'affections graves comme la gangrène. Elle peut être pratiquée à titre préventif pour limiter la douleur ou éviter l'apparition d'autres pathologies.
L’amputation est utilisée comme punition légale dans un certain nombre de pays, dont l’Arabie saoudite, le Yémen, les Émirats arabes unis et l’Iran. En 2013, le hadd coranique de l'amputation de la main du voleur est soutenu par une majorité absolue de musulmans en Afghanistan (80 %), au Pakistan (74 %), dans les Territoires palestiniens occupés (68 %), en Malaisie (57 %), en Égypte (52 %) et en Irak (51 %).

## Histoire
Le plus ancien témoignage d'une amputation réussie, découvert en 2020 et révélé en 2022, date de 30 960 ± 240 ans. Il s'agit du squelette d'un jeune Homo sapiens adulte de sexe indéterminé dégagé du sol de la grotte calcaire de Liang Tebo (péninsule de Sangkulirang, Kalimantan oriental), dans le nord-est de Bornéo. Morte et enterrée à l'âge de 19-20 ans, cette personne a subi l'amputation d'un tiers de sa jambe gauche 6 à 9 ans plus tôt,.
La plus ancienne amputation connue auparavant, datant d'environ 7 000 ans, était celle d'un fermier néolithique dégagé à Buthiers-Boulancourt (Seine-et-Marne, France), dont l'avant-bras gauche avait été enlevé chirurgicalement puis partiellement cicatrisé.
L'amputation a été minutieusement expliquée par Abu Al-Qasim, chirurgien du Moyen Âge dans son encyclopédie Al-Tasrif.

## Statistiques

### États-Unis
Aux États-Unis, environ 2,1 millions de personnes vivent avec un membre amputé. Les amputations concernent le plus souvent la tranche d'âge des 45 à 64 ans, suivie de celle des 65 à 84 ans. 69 % des amputés sont des hommes, contre 31 % de femmes. Les amputations des membres supérieurs sont moins fréquentes que celles des membres inférieurs (35 % pour les membres supérieurs contre 65 % pour les membres inférieurs).

### France
Il n'existe pas de fichier de suivi des amputés en France. Les établissements de santé rapportent des statistiques d'environ 9 000 opérations d'amputation de jambe (hanche, fémur ou tibia), ce qui permet d'estimer entre 100 000 et 150 000 le nombre de personnes concernées par ce handicap en France en 2007.

## Amputations du membre inférieur
Le membre inférieur est de loin le membre le plus souvent concerné par une amputation, même si on inclut les fréquentes amputations des doigts concernant le  membre supérieur. Certaines amputations inférieures sont dues à l'explosion de mines terrestres, d'autres à la gangrène des diabétiques, à la perforation accidentelle du pied, à la nécrose des doigts de pied due au gel ou encore à l'artérite.
- amputation partielle (doigts) ou amputation totale du pied ;
- amputation de la cheville (tibiale), (péroné raccourci) ;
- amputation du genou (fémorale) ;
- amputation de la jambe (hanche) ;
- amputation partielle ou totale du bassin.

## Amputations du membre supérieur
Provenant d'accident, de blessure de guerre, de pathologie (cancer osseux), les amputations de membre supérieur sont moins répandues que celles du membre inférieur :
- amputation partielle (doigts) ou amputation totale  de la main ;
- amputation du poignet ;
- amputation cubitale sous le coude ou l’avant-bras ; possibilité de prothèse externe passive et de prothèse bionique (pince) ;
- amputation du coude ;
- amputation de l’épaule.

L'arthrodèse est un blocage de l'articulation qui peut avoir un effet moindre que l'amputation.

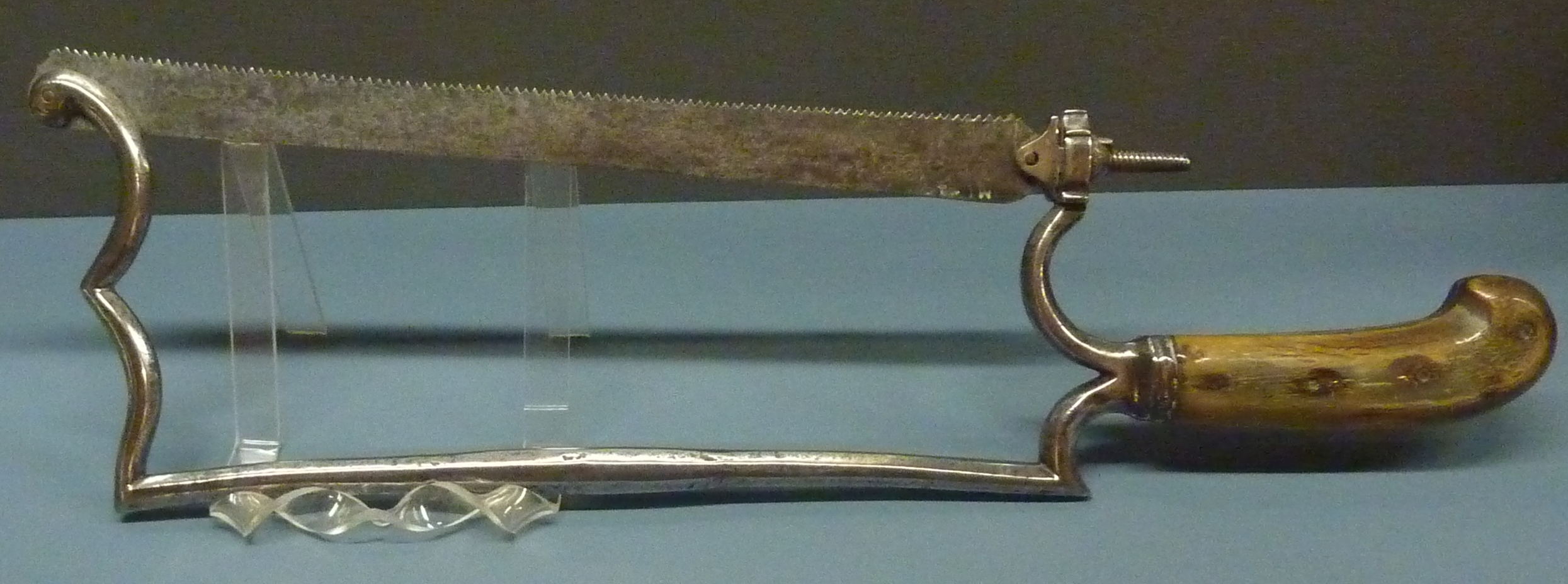
Scie à amputation du XVIIIe siècle (Musée de la Compagnie des Indes).

## Amputés et prothèses de membre
Les prothèses sont des membres créés artificiellement pour remplacer une partie du corps amputée.
Il existe aujourd'hui des prothèses de main et de pied plus ou moins perfectionnées, allant de la simple pièce de matière plastique capitonnée emmanchant le moignon, à la lame en carbone de la prothèse externe puis au membre bionique.

## Décision d'amputer
Inventé en 1990 par Johansen, le score de MESS (« Mangled Extremity Severity Score ») permet d'évaluer la pertinence médicale d'une amputation. C'est un score prédictif d’amputation du membre inférieur en traumatologie en aigu, pour discriminer rapidement et objectivement les critères pour choisir entre l’amputation primaire et le sauvetage de membre. Les critères sont au nombre de quatre : type de lésion et circonstance du traumatisme – entre 1 et 4 points ; Ischémie de membre – entre 0 et 3 points (les points sont doublés si l’ischémie est de plus de 6 heures) ; choc – entre 0 et 2 points ; âge – entre 0 et 2 points. En cas de résultat supérieur à 7 points, le taux d’amputation est de 100 %. En deçà, le membre inférieur doit être sauvé.
Les surinfections par bactéries multirésistantes sont une cause majeure d'amputations programmées, notamment chez le diabétique. L'amputation peut parfois être évitée en complétant les antibiotiques par une phagothérapie adaptée au germe responsable.

## Amputations chez l'enfant
L'amputation chez l'enfant est peu courante sauf dans des zones de guerre à la suite d'une explosion, ou lors de certaines maladies rares, comme le sarcome d'Ewing.

## Causes
Selon une étude de 2020, le plus grand pourcentage d'amputations est lié à des maladies chroniques altérant la circulation sanguine et affectant le tissu osseux. En particulier, le diabète et les maladies artérielles périphériques.
Les amputations liées au cancer, principalement dues aux cancers des os ou à la présence de métastases dans les os, représentent 0,8 % du total des amputations. Le cancer est cependant la cause d'amputation la plus fréquente chez les personnes âgées de 10 à 20 ans.
Les blessures et les traumatismes sont responsables d'environ 5,8 % des amputations de membres inférieurs.

## Recherches
Selon une étude issue de chercheurs suisses et italiens parue dans la revue Science le 18 mai 2023, une innovation technologique récente permet aux individus amputés d'une main de ressentir le froid et le chaud dans leur main manquante. Cette innovation technologique a été développée par l'École polytechnique fédérale de Lausanne en Suisse en partenariat avec l'université italienne Scuola Superiore Sant'Anna de Pise. Plus précisément, le dispositif connu sous le nom de « MiniTouch », consiste à poser des électrodes thermiques sur la prothèse de la main, de façon que ces derniers transmettent des données de température au système nerveux du patient. Les résultats d'une étude ont indiqué que, sur les 27 participants, 17 ont pu ressentir les sensations thermiques de manière comparable à celles qu'ils éprouvaient avec leur main originale intacte,,.